# Schularzt
Der Schularzt vertritt die speziellen gesundheitlichen Interessen der Kinder und Jugendlichen im „Betrieb“ Schule (und Kindergarten). Im Sinne einer „betriebsärztlichen“ Tätigkeit sollte er mit Eltern, Lehrern, Schulträgern sowie mit anderen Ärzten zusammenarbeiten, um Kinder und Jugendliche vor evtl. (betriebsbedingten) gesundheitlichen Gefahren zu schützen, um die gesetzlich vorgeschriebenen Untersuchungen durchzuführen sowie dabei mitzuwirken, den Bildungs- und Erziehungsauftrag von Schule gesundheitsförderlich umzusetzen (siehe auch Schulgesundheit).

## Angestelltenverhältnis
Der Schularzt ist in den meisten Fällen ein beim Öffentlichen Gesundheitsdienst in der Abteilung/Sachgebiet Kinder- und Jugendgesundheitsdienst angestellter Kinder- und Jugendarzt, der dem Schulgesetz bzw. dem Gesundheitsdienstgesetz des jeweiligen Bundeslandes entsprechend für Schulen bestellt wird. Er kann auch ein fest eingestelltes Mitglied des Kollegiums (z. B. in Waldorfschulen) sein.

## Aufgabenbereich
Der Schularzt befasst sich unter anderem mit folgenden Aufgaben:
- Schuleingangsuntersuchungen werden vor der Einschulung der neuen Schüler durchgeführt, um behandlungsbedürftige Krankheiten (z. B. Sehstörungen) aufzudecken und noch vor Schulbeginn behandeln zu können, Entwicklungsstörungen rechtzeitig zu erkennen und eventuell einen medizinisch begründeten, schulischen Förderbedarf zu definieren.
- Gesundheitsberichterstattung (GBE): die kommunale GBE ist ein nicht unwesentliches Anliegen der Schulärzte, da die von ihnen erhobenen, anonymisierten Daten und Befunde (zum Teil aus Querschnittsuntersuchungen) die Grundlage für fundierte kommunale Gesundheitsberichte sein können.
- Regelmäßige Kontrolluntersuchungen: meist im vierten und im neunten Schuljahr, um die allgemeine gesundheitliche Entwicklung zu beurteilen sowie Mangelerscheinungen vorzubeugen bzw. um bereits vorliegende Gesundheitsstörungen frühzeitig zu erkennen.
- Untersuchungen und Beratungen von Schülern, zum Beispiel in Form der Schulsprechstunden, werden durchgeführt, um individuelle, kinderärztliche bzw. betriebsmedizinische Beratungen anzubieten und um mögliche Verhaltens- und Entwicklungsauffälligkeiten frühzeitig zu erkennen und eine Behandlung vorzuschlagen.
- Impfungen der Schüler – insbesondere die öffentlich empfohlenen Impfungen gemäß den Vorgaben der Ständigen Impfkommission am Robert Koch-Institut – in Absprache mit den Eltern.
- Maßnahmen zur Schulgesundheitspflege nach dem Infektionsschutzgesetz
- Unterricht der Gesundheitslehre beziehungsweise Unterstützung der Schule/Lehrer bei der Etablierung eines (fächerübergreifenden) gesundheitsförderlichen Unterrichts.

## Geschichte des Schularztes
Ende des 19. Jahrhunderts wurden in Deutschland die ersten Schulärzte eingestellt. Kurze Zeit später wurden sie mit der Einschulungsuntersuchung betraut, in der sie unter anderem die motorischen Fähigkeiten der Kinder sowie die körperliche Reife achteten. Ab 1920 wurden regelmäßige Untersuchungen der Schüler eingeführt; flächendeckend vorhanden war der Schularzt seit ca. 1925. Während sich die Ärzte früher hauptsächlich mit hygienischen bzw. infektionsbedingten Problemen, oder Mangelerscheinungen und Augenleiden der Kinder beschäftigen mussten, sind sie heute auch mit soziokulturell bedingten Problemen wie Übergewicht, Bewegungsarmut, Suchtverhalten, Problemverhalten oder Sprachentwicklungsstörungen konfrontiert. In der Deutschen Demokratischen Republik (DDR) wurde für den schulärztlichen Bereich Anfang der 1980er Jahre mit dem Jugendarzt eine spezifische Form der ärztlichen Weiterbildung geschaffen.

### Vincenz Czerny und sein schulärztliches Engagement
Der renommierte Heidelberger Krebsforscher Vincenz Czerny (1842–1916) plädierte im Jahr 1903 dafür, dass Schulärzte jeden Schüler zu Beginn und zum Ende eines Schuljahres genau untersuchen und auf die Feststellung des Stundenplans Einfluss ausüben sollten. Czerny hielt 26 bis 28 obligate Schulstunden pro Woche für das Maximum, das aus schulärztlicher Sicht den Schülern zugemutet werden sollte. Er stellte Bleichsucht, Nervosität und Rückgratverkrümmungen fest. Diese Krankheiten wurden auf Czernys Empfehlung zum Gegenstand des ersten internationalen Kongresses für Schulhygiene gemacht, der 1904 in Nürnberg stattfand. Czerny trat zudem dafür ein, dass Schulärzte die körperlich schwachen Schüler gegen allzu große Anforderungen in Schutz nehmen sollten. Der Unterricht in den alten Sprachen am Gymnasium sei zudem auf eine Stunde täglich zu reduzieren, wobei das Hauptgewicht auf das Verständnis der alten Schriftsteller und nicht auf grammatikalische Spitzfindigkeiten gelegt werden solle. Czerny hielt eine zu starke Beschäftigung mit Grammatik für nicht kindgerecht. Der Staat habe dafür Sorge zu tragen, dass die Kinder in den Jahren der Schulpflicht nicht nur geistig, sondern auch körperlich gedeihen. Czerny forderte auch Entlastung für die Lehrer, damit nicht deren Überbürdung die starke Beanspruchung der Schüler durch sechs schwere Sitzstunden an einem Tag mit drei bis vier Stunden Hausaufgaben noch zusätzlich potenziere.

## Schularzt-Reform in Österreich
In Österreich steht das Schularztsystem, mit Stand 2019, schon einige Jahre unter harscher Kritik. Der Hauptgrund ist der Mangel an einheitlichen Regelungen der Kompetenzen der Schulärzte in den einzelnen Bundesländern. Manche Aufgaben der Schulärzte sind dem Schulwesen (jährliche Untersuchung) zuzurechnen und wiederum andere dem Gesundheitswesen (Schutzimpfungen). Laut den Kritikern, vor allem innerhalb des Gemeindebundes, sorgt dies für eine ineffiziente und undurchsichtige Kostenstruktur. Als ein Beispiel wurde genannt, dass Räumlichkeiten innerhalb der Schule für die Untersuchungen zur Verfügung zu stellen sind, aber bei Schutzimpfungen die Gesundheitsbehörde diese zu bezahlen hat. Außerdem soll unklar sein, welche Entscheidungen das Gesundheitsministerium treffen darf. Wegen dieser Kritik wird die Abschaffung der Schulärzte in Österreich diskutiert.